# Vincent Millot (aviron)
Pour les articles homonymes, voir Millot.
Vincent Millot, né le 10 septembre 1980 à Bois-Guillaume, est un rameur d'aviron français.

## Palmarès

### Championnats du monde
- 2001 à Lucerne
  -  Médaille d'or en quatre avec barreur[2]